# Ardisia pierreana
Ardisia pierreana är en viveväxtart som beskrevs av A. Taton. Ardisia pierreana ingår i släktet Ardisia och familjen viveväxter. Inga underarter finns listade i Catalogue of Life.